# Kosmos 86
Kosmos 86 – radziecki satelita telekomunikacyjny wysłany wraz z bliźniaczymi Kosmos 87, 88, 89, 90. Dwudziesty piąty statek typu Strzała.
Satelita pozostaje na orbicie okołoziemskiej, które trwałość szacowana jest na 10 000 lat.